# Michael Grossman
Michael N. Grossman es un director de series de televisión estadounidense.
Ha dirigido un número de episodios de docenas de series de televisión, sus más notables trabajos fueron en Grey's Anatomy y en Private Practice. Sus otros trabajos como director incluyen, entre otras, las series Charmed, Zoey 101, Angel, The Insivible Man, Arli$$, Firefly, Earth 2, Buffy the Vampire Slayer, Las chicas Gilmore, Kenan & Kel, One Tree Hill, Las Vegas, Eureka y Dirty Sexy Money, estuvo como productor en Nickelodeon para película hecha para TV Merry Christmas, Drake and Josh estrenada en diciembre de 2008 y la película para television Starstruck DCOM estrenada el 14 de febrero de 2010.
- Datos: Q6830821